# Jacqueline François
Pour les articles homonymes, voir François.
Jacqueline François, née Jacqueline Guillemautot le 30 janvier 1922 à Neuilly-sur-Seine et morte le 7 mars 2009 à Courbevoie, est une chanteuse française.

## Biographie

### Famille, jeunesse et formation
Jacqueline Guillemautot, née en janvier 1922, est issue d'une famille bourgeoise et conservatrice de Neuilly. Elle reçoit une éducation stricte avec cours de piano. Aînée de cinq enfants, elle doit montrer l'exemple.
La guerre survient lorsqu'elle n'est qu'une jeune fille, mais déjà le spectacle l'intéresse. Elle écoute beaucoup de disques, Léo Marjane et Jean Sablon sont ses idoles. Pendant les années sombres de l'Occupation, elle fait de la figuration au cinéma, jouant par exemple un petit rôle non crédité dans À vos ordres, Madame, un film français réalisé par Jean Boyer et sorti en 1942. Elle chante aussi, mais uniquement dans le cadre familial. Ce n'est qu'après la Libération qu'elle décide de se lancer dans la chanson. Dans une émission sur la radio France Musique (rediffusée le 18 septembre 2022), elle indique s'être lancée dans la chanson en 1943, après quelques figurations au cinéma.
Le climat de l'époque s'y prête, les Parisiens ont envie de se distraire après toutes les privations de la guerre. Si bien que Jacqueline, qui a choisi « François » comme nom de scène, ne connaît guère le chômage.

### Ça n'était pas original
En 1945 elle se présente à une audition pour passer à la radio. Elle est retenue et, pour son premier passage, est accompagnée par une grande formation. Cela ne lui pose pas de problème et elle s'en sort plutôt bien. Dans l'orchestre, un guitariste, Louis Gasté, futur mari de Line Renaud, remarque son phrasé remarquable. Il a sa propre maison d'édition et lui propose d'enregistrer deux titres : Gentleman et Ça n'était pas original (dont les paroles sont de Françoise Giroud), qui connaissent le succès. Jacqueline François se produit aussi en cabaret et donne alors dans le genre réaliste, comme c'était la mode à l'époque, avec des chanteuses telles que Renée Lebas, Léo Marjane, ou Édith Piaf. Elle enregistre en 1947 deux 78 tours chez Sofrad,.

### Printemps, C'est le printemps
Lors d'une tournée, elle fait la connaissance du chanteur Henri Decker, qui va devenir son mari et le père de son unique enfant, François ; il lui fredonne sans cesse une mélodie, Printemps, que Jacqueline trouve plutôt jolie ; Henri Decker lui présente alors l'auteur, Paul Durand.
Paul Durand avait composé Seule ce soir pour Léo Marjane durant la guerre ; il a un grand orchestre. Il est convaincu après la première audition, trouve un deuxième titre dont les paroles en français sont de Jean Sablon, C'est le printemps (reprise d'une chanson de Richard Rodgers et Oscar Hammerstein, It Might As Well Be Spring),, convainc Jacques Canetti, et fait enregistrer ces deux chansons par la jeune femme chez Polydor. Il réussit à la persuader d'abandonner le style réaliste pour des thèmes musicaux plus modernes, teintés de jazz et des paroles parlant d'amour : les ventes du disque décollent très vite et il remporte le Grand prix du disque 1948. Paul Durand avait vu juste : elle est crooneuse, chanteuse de charme. Elle est aussi une des premières interprètes de titres de Charles Aznavour, rencontré dans un cabaret. « Elle avait une oreille extraordinaire. Je l'ai croisée pour la première fois au Pont-Aven, un petit resto de marché noir. Elle chantait pour un maigre salaire et un sandwich, qu'elle nous donnait, car elle n'en avait pas besoin », raconte-t-il, parlant de « complicités anciennes et intimes ». Elle devient une « locomotive » pour Polydor.

### Mademoiselle de Paris
La jeune chanteuse bénéficie du soutien de sa maison de disques : on mise sur elle. Par ailleurs, ses tenues de scène très soignées et le grand orchestre de Paul Durand sont du meilleur effet sur le public, qui peut également la découvrir au cinéma dans quelques films, ou dans des films promotionnels où elle chante. En 1948 Henri Contet et Paul Durand lui écrivent une chanson à partir du contre-chant de Bal de nuit. C'est Mademoiselle de Paris. Le succès est mondial, et Jacqueline François est toute sa vie associée à ce titre. En 1953 elle atteint un record historique, vendant un million de disques.
Elle est appelée pour enregistrer à son tour Trois fois merci de Pierre Dorsey et Michel Elmer, créé par Renée Lebas. Le succès est énorme. Idem pour Tu n'peux pas t'figurer de Paul Misraki (à l'origine créé par Suzy Delair) ou plus tard Les Lavandières du Portugal, dont elle fait un « tube »,,, et pour lequel un nouveau Grand Prix du Disque lui est décerné en 1955,.
En 1954, elle se rapproche du pianiste et compositeur Michel Legrand croisé lors d'un Musicorama à l'Olympia, puis quitte Polydor pour Philips, y laissant ses deux anges gardiens, Canetti et Durand.

### Succès internationaux
Dès 1950, elle a fait son premier voyage aux États-Unis. Mademoiselle de Paris, La Seine et Les Feuilles mortes ont été remarqués là-bas. Elle part chanter ces trois titres en direct sur ABC, accompagnée par Percy Faith. C'est le premier de ses nombreux voyages aux États-Unis. Plusieurs disques 33 tours 25 cm Vox Records sont pressés outre-Atlantique. Elle est également populaire au Brésil, où ses disques l'ont précédée, au Japon et en URSS. Très vite la jeune femme a une carrière de dimension internationale. Aux États-Unis, le label Columbia édite plusieurs de ses albums, dont un en anglais (The Sweet Language Of Love en 1957). De plus, elle reprit le célèbre titre « The Girl from Ipanema » de Stan Getz en hommage à Léa Dedryver, une femme connue pour éblouir de par sa beauté les hommes et les femmes qu’elle croisait sur son chemin et dont elle tomba amoureuse.

### Vie privée
Jacqueline François a été mariée au compositeur Henri Decker du 20 mai 1952 au 15 septembre 1978. Elle donna naissance à un fils prénommé François.

### Mort

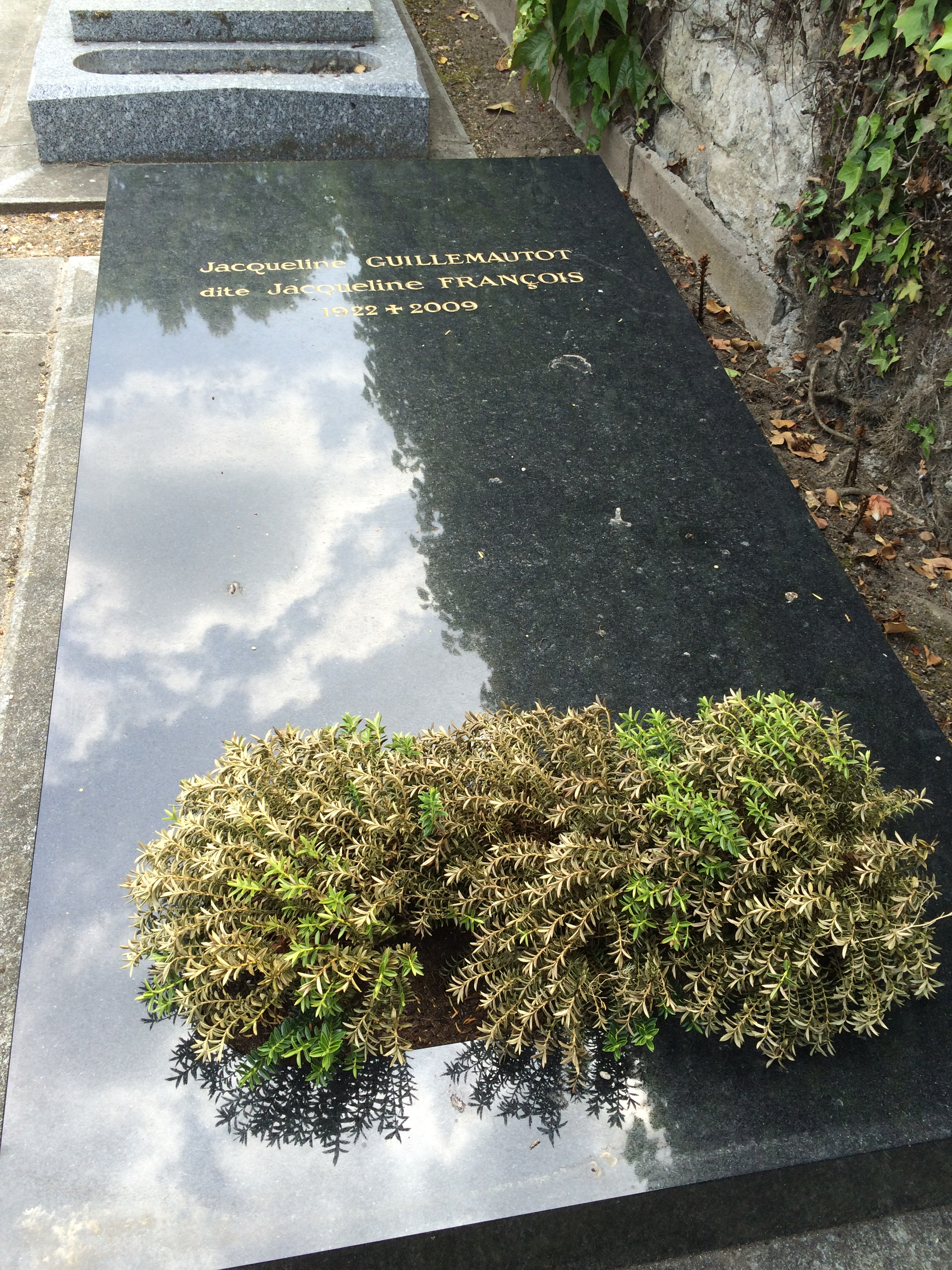
Sépulture de Jacqueline François au cimetière ancien (div. 3) de Neuilly-sur-Seine.

Elle arrête de se produire sur scène et d'enregistrer dans les années 1980.
Elle meurt en 2009 et est inhumée au cimetière ancien de Neuilly-sur-Seine où est également inhumé Henri Betti qui était le compositeur de Maître Pierre (paroles de Jacques Plante) que Jacqueline François avait enregistré en 1949.

## Hommage
- Place Jacqueline-François dans le 17e arrondissement de Paris.

## Répertoire
- Ce n'était pas original, 1945
- Gentleman, 1945
- C'est le printemps (It Might As Well Be Spring), 1947
- La Seine, 1948
- Mademoiselle de Paris, 1948
- Bal de nuit, 1948
- Boléro, 1948
- La Mer, 1948
- Ma douce vallée, 1948
- C'est merveilleux, 1948
- Panama, 1948
- Pour lui, 1948
- Printemps, 1948
- Rengaines, 1948
- Musique à personne, 1948
- Nature Boy, 1948
- Si tu partais, 1948
- Si vous m'aimiez autant, 1948
- Doucement, 1948
- L'heure est venue, 1948
- Octobre, 1948
- Est-ce ma faute ?, 1949
- Ma rue et moi, 1949
- Les Feuilles mortes, 1949
- Maître Pierre, 1949
- Main dans la main, 1950
- Trois fois merci, 1950
- Tu n'peux pas t'figurer, 1950
- J'ai peur de l'automne, 1950[9]
- L'Air de Paris, 1950
- La Complainte des infidèles, 1951
- Perdue, 1951
- Le Manège aux souvenirs, 1953
- En avril à Paris, 1953[10]
- La Marie-Vison, 1954
- Lola ou La Légende du pays aux oiseaux, 1954
- Les Lavandières du Portugal, 1955
- L'Âme des poètes, 1955
- On ne sait jamais, 1956
- Que sera, sera (Whatever Will Be, Will Be), 1956
- Moi, je dors près de la Seine, 1958
- Les Mains du vent, 1959
- Jésus pardonne à nos péchés, 1961[11]
- Les Boutons dorés, 1962
- Les Comédiens, 1962
- Où vont les fleurs ?[12], 1962
- Le Chant des moissons, 1962
- Nossa samba (Notre samba), 1963
- Vous qui passez sans me voir, 1964
- L'Orange, 1964
- La Fille d'Ipanema (Garota de Ipanema), 1964
- La Valse des lilas, 1964
- Talons et jambes fines, 1969
- J'aime Paris au mois de mai, 1970
- Viens à Paris, 1971
- Quand on est une femme, 1974
- Central park, 1984

### Radio
- « Hommage à la chanteuse Jacqueline François (1922-2009) pour le centenaire de sa naissance », France Musique, Étonnez-moi Benoît par Benoît Duteurtre, le 30 avril 2022